# 834
Раннє Середньовіччя •  Епоха вікінгів •  Золота доба ісламу •  Реконкіста

## Геополітична ситуація
У Східній Римській імперії продовжується правління Феофіла. У Франкському королівстві Людовик Благочестивий повернув собі владу. Північ Італії належить Каролінзькій імперії, Рим і Равенна під управлінням Папи Римського, герцогства на південь від Римської області незалежні, деякі області на півночі та на півдні належать Візантії. Піренейський півострів, окрім Королівства Астурія, займає Кордовський емірат. Вессекс підпорядкував собі більшу частину Англії. Існують слов'янські держави: Перше Болгарське царство, Велика Моравія.
Аббасидський халіфат очолив аль-Мутасім. У Китаї править династія Тан. Велика частина Індії під контролем імперії Пала. В Японії триває період Хей'ан. Хозарський каганат підпорядкував собі кочові народи на великій степовій території між Азовським морем та Аралом. Територію на північ від Китаю займає Уйгурський каганат.
На території лісостепової України в IX столітті літописці згадують слов'янські племена білих хорватів, бужан, волинян, деревлян, дулібів, полян, сіверян, тиверців, уличів. У Північному Причорномор'ї співіснують різні кочові племена, зокрема булгари, хозари, алани, тюрки, угри, кримські готи. Херсонес Таврійський належить Візантії.

## Події
- Смута в Каролінзькій імперії:
  - На початку року молодші сини Людовика Благочестивого Людовик Німецький та Піпін прийшли на допомогу батькові й ополчилися проти старшого брата імператора Лотара.
  - Лотар змушений утікати.
  - 7 березня з'їзд єпископів імперії скасував повергнення Людовика Благочестивого, після чого імператор відновив свою владу.
  - Лотар підкорився батькові у вересні й повернувся в Італію разом із своїми прибічниками, яким роздав як феоди конфісковані в церкви землі.
- Вікінги напали на Дорестад.
- Поховано озеберзький корабель.